# 애인 (1967년 영화)
"애인"은 1967년 공개된 대한민국의 영화이다.

## 배역
- 임지운
- 고은아
- 신영균
- 주연
- 최남현
- 황정순
- 주증녀
- 윤인자
- 김동원